# Rödeby
Rödeby ist ein Ort (Tätort) in der Gemeinde Karlskrona in der schwedischen Provinz Blekinge.

## Geographie
Rödeby liegt etwa zwölf Kilometer nördlich von Karlskrona. Durch den Ort führt der Riksväg 28. 2015 hatte Rödeby 3508 Einwohner und ist damit nach Karlskrona der zweitgrößte Ort in der Gemeinde Karlskrona. Die Fläche betrug 2015 377 ha. Die Kust till kust-bana führt durch den Ort, ein Bahnhof ist jedoch nicht mehr vorhanden.
Entwicklung der Einwohnerzahlen und Flächengröße:
| Jahr | Einwohner | Fläche (ha) |
| ---- | --------- | ----------- |
| 1960 | 1.672     |             |
| 1970 | 2.470     |             |
| 1980 | 3.342     |             |
| 1990 | 3.327     | 330         |
| 2000 | 3.266     | 331         |
| 2010 | 3.402     | 333         |
| 2015 | 3.508     | 377         |

## Geschichte

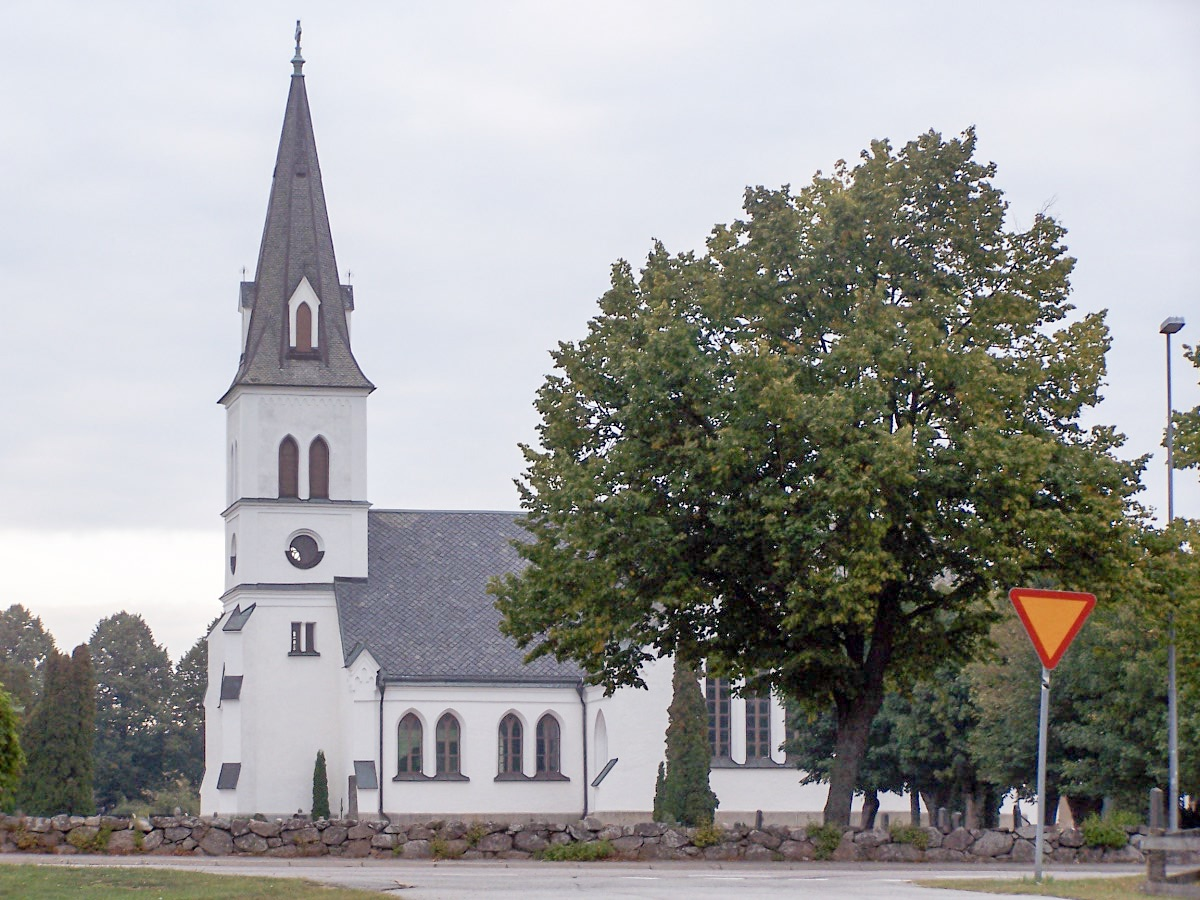
Kirche von Rödeby

Rödeby bestand von 1863 bis 1973 als eigenständige Kommune und wurde im Zuge der Kommunalreform 1974 nach Karlskrona eingemeindet. Bis in die 1930er Jahre bestand die Gemeinde neben der Kirche aus Bauernhöfen und einem Geschäft. Ab den 1940er und besonders in den 1970er Jahren erfuhr der Ort eine ausgeprägte Entwicklung zu einer geschlossenen Ortschaft. Eine Bezirkskrankenschwester gab es seit 1931, Mitte der 1940er Jahre folgte eine Arztpraxis. Im Jahr 1945 wurde ein Konsum eröffnet, 1946 eine Feuerwache errichtet. 1954 entstand ein Gemeindehaus, in dem auch ein Kühlhaus und die Polizei untergebracht waren.
Da Rödeby eine reiche Gemeinde war, wurden vor der Zusammenlegung mit Karlskrona zahlreichen Vorhaben für den eigenen Ort beschlossen. So entstanden in den 1970er Jahren ein Altersheim, ein Gesundheitszentrum mit Apotheke, ein Geschäftszentrum, ein Kindergarten sowie eine Schule mit Schwimmbad, Sporthalle und Bibliothek.

## Geologie
Rödeby liegt am Rand der Karlskrona-Deformationszone.
Der in Rödeby anstehende Rödeby-Gabbro – ein Gestein des Erdmantels – weist große Ähnlichkeit mit auf Rügen gefundenem Geschiebe auf, so dass Rödeby als Herkunft dieser Geschiebe angesehen werden kann.